# Penicillium

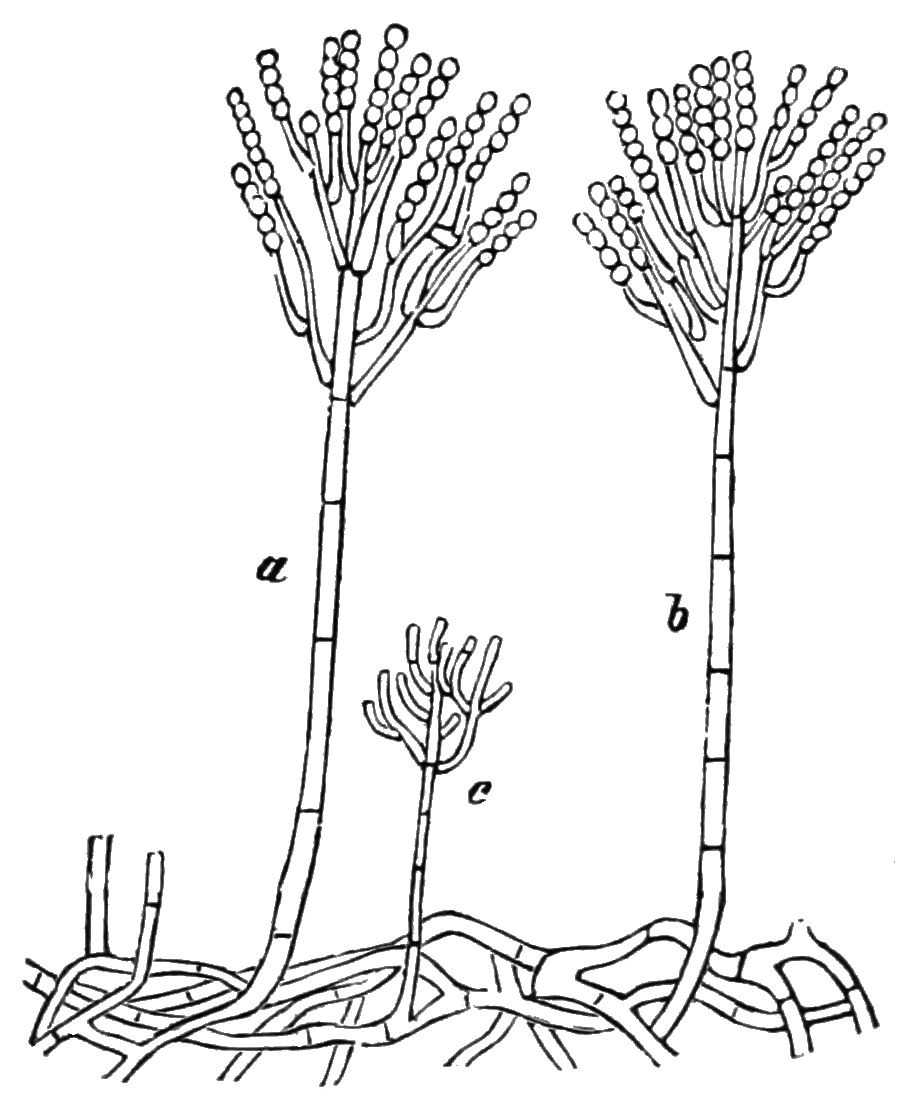
Penicillium crustaceum

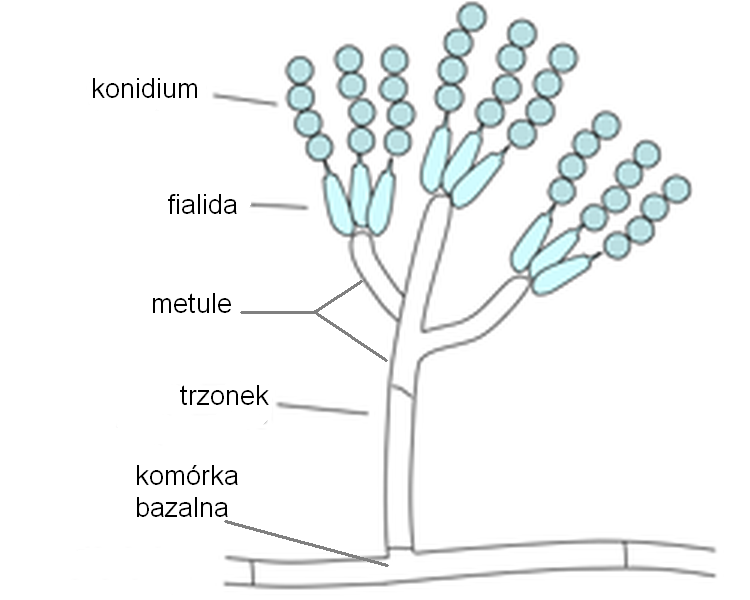
Budowa anamorfy Penicilliumm

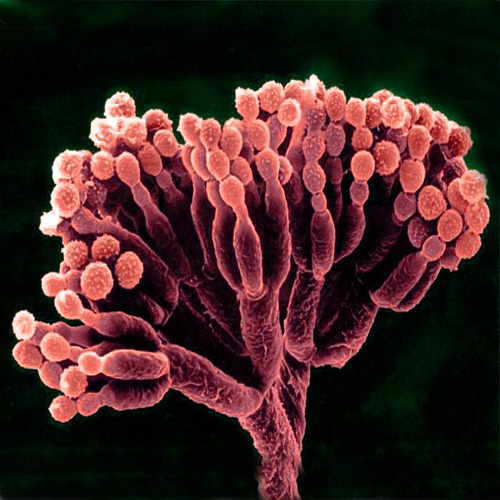
Konidiofory z konidiami

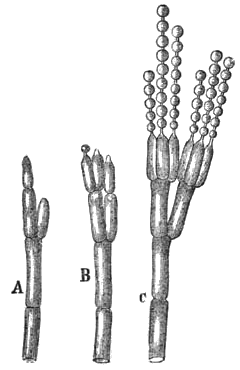
Penicillusy: A – monowertycjoidalne, B – diwertycjoidalne, C – triwertycjoidalne

Penicillium Link (pędzlak) – rodzaj grzybów z rodziny kropidlakowatych (Aspergillaceae).

## Charakterystyka
Są to grzyby mikroskopijne tworzące na powierzchni nalot potocznie zwany pleśnią. Z tworzących go strzępek wyrastają prostopadle do nich konidiofory, które na szczycie okółkowo, dość regularnie rozgałęziają się, tworząc strukturę o nazwie penicillus wytwarzającą zarodniki. W zależności od liczby okółków wyróżnia się:
- penicillusy pojedyncze (monowertycjoidalne) to znaczy, że fialidy powstają bezpośrednio na konidioforach bez pośrednich elementów podtrzymujących;
- penicillusy podwójne (biwertycjoidalne), czyli fialidy są podtrzymywane przez metule;
- penicillusy potrójne (triwertycjoidalne). składające się z trzech okółków (ramion, metuli i fialid).
- penicillusy poczwórne (tetrawertycjoidalne), składajaće się z czterech okółków – występują tylko u kilku gatunków

Na końcach fialid powstają zarodniki konidialne tworzące łańcuszki bazypetalne. Nadaje to strzępkom kształt pędzelków – stąd nazwa grzyba. Konidia są jednokomórkowe, kuliste, elipsoidalne lub owalne, gładkie lub chropowate, o barwie od jasnoszarej do zielonkawej, w masie są zielone, pylące i suche.
Opisane powyżej formy Penicillium  to formy bezpłciowe (anamorfy). Formy płciowe (teleomorfy) dawniej uznawane były za odrębne gatunki z rodzajów Eupenicillium i Talaromyces. Obecnie są to synonimy. U niektórych gatunków znane są wyłącznie anamorfy.
Znanych jest ponad 300 gatunków. Rozróżniane są poprzez mikroskopową analizę ich morfologii, analizę metodami biologii molekularnej i analizę budowy DNA. W laboratorium kolonie Penicillium hodowane są na podłożach hodowlanych na szalkach Petriego. Najlepiej nadają się do tego celu podłoża: CzA (Czapka), CYA, MCZ i M 20. Penicillium zaszczepia się na podłożu w trzech miejscach i trzyma na szalkach odwróconych do góry dnem (zapobiega to rozsiewaniu się zarodników). Dobrze zarodnikujące kultury tworzą się po 7–10 dniach.
Klasyfikacja w obrębie Penicillium opiera się przede wszystkim na mikroskopowej morfologii struktury penicillusa. Rodzaj jest podzielony na podrodzaje na podstawie liczby i układu fialid oraz metuli i ramion. Obecnie akceptowana klasyfikacja obejmuje cztery podrodzaje:
- w podrodzaju Aspergillosis penicillusy są pojedyncze (monowerticilioidalne);
- w podrodzajach Furcatum i Verticillium penicillusy są podwójne (biwerticilioidalne);
- w podrodzaju Penicillium penicillusysą potrójne (triwerticilioidalne).

Oddzielenie podrodzaju Furcatum od podrodzaju Biverticillium opiera się na niewielkich różnicach w kształcie fialid, długości metuli i niektórych innych cechach, które nie są oczywiste na pierwszy rzut oka, ale odzwierciedlają podstawowe różnice filogenetyczne między podrodzajem Biverticillium a innymi podrodzajami.

## Systematyka i nazewnictwo
Pozycja w klasyfikacji według Index FungorumAspergillaceae, Eurotiales, Eurotiomycetidae, Eurotiomycetes, Pezizomycotina, Ascomycota, Fungi.
Synonimy nazwy naukowej
Aspergilloides Dierckx, Carpenteles Langeron, Chromocleista Yaguchi & Udagawa, Citromyces Wehmer, Coremium Link, Eladia G. Sm., Eupenicillium F. Ludw., Floccaria Grev., Hemicarpenteles A.K. Sarbhoy & Elphick, Pritzeliella Henn., Thysanophora W.B. Kendr., Torulomyces Delitsch, in Lembke & Delitsch, Walzia Sorokīn.
Gatunki występujące w Polsce
- Penicillium adametzii K.W. Zaleski 1927
- Penicillium albicans Bainier 1907
- Penicillium albidum Sopp 1912
- Penicillium aurantiogriseum Dierckx 1901
- Penicillium bialowiezense K.W. Zaleski 1927
- Penicillium brevicompactum Dierckx 1901
- Penicillium camemberti Thom 1906
- Penicillium canescens Sopp 1912
- Penicillium chermesinum Biourge 1923
- Penicillium chrysogenum Thom 1910
- Penicillium citreonigrum Dierckx 1901
- Penicillium citrinum Thom 1910
- Penicillium commune Thom 1910
- Penicillium corylophilum Dierckx 1901
- Penicillium cyaneum (Bainier & Sartory) Biourge ex Thom 1930
- Penicillium daleae K.W. Zaleski 1927
- Penicillium decumbens Thom 1910
- Penicillium dierckxii Biourge 1923
- Penicillium digitatum (Pers.) Sacc. 1881
- Penicillium expansum Link 1809
- Penicillium gladioli Machacek 1927
- Penicillium glabrum (Wehmer) Westling 1910
- Penicillium glaucum Link 1809
- Penicillium granulatum Bainier 1905
- Penicillium griseofulvum Dierckx 1901
- Penicillium herquei Bainier & Sartory 1912
- Penicillium hirsutum Diercx 1901
- Penicillium implicatum Biourge 1923
- Penicillium insigne Bainier 1906
- Penicillium italicum Wehmer 1894
- Penicillium janczewskii K.W. Zaleski 1927
- Penicillium javanicum J.F.H. Beyma 1929
- Penicillium jensenii K.W. Zaleski 1927
- Penicillium lanosum Westling 1911
- Penicillium lehmanii Pitt 1980
- Penicillium levitum Raper & Fennell 1948
- Penicillium melinii Thom 1930
- Penicillium miczynskii K.W. Zaleski 1927
- Penicillium montanense M. Chr. & Backus 1963
- Penicillium multicolor Grig.-Man. & Porad. 1915
- Penicillium nalgiovense Laxa 1932
- Penicillium novae-zeelandiae J.F.H. Beyma 1940
- Penicillium ochrochloron Biourge 1923
- Penicillium oxalicum Currie & Thom 1915
- Penicillium palitans Westling 1911
- Penicillium paxilli Bainier 1907
- Penicillium phoeniceum J.F.H. Beyma 1933
- Penicillium polonicum K.W. Zaleski 1927
- Penicillium purpurescens (Sopp) Biourge
- Penicillium raistricki G. Sm. 1933
- Penicillium resticulosum Birkinshaw, Raistrick & G. Sm. 1942
- Penicillium restrictum J.C. Gilman & E.V. Abbott 1927
- Penicillium roqueforti Thom 1906
- Penicillium roseopurpureum Dierckx 1901
- Penicillium simplicissimum (Oudem.) Thom 1930
- Penicillium solitum Westling 1911
- Penicillium spinulosum Thom 1910
- Penicillium vanbeymae Pitt 1980
- Penicillium velutinum J.F.H. Beyma 1935
- Penicillium verrucosum Dierckx 1901
- Penicillium vinaceum J.C. Gilman & E.V. Abbott 1927
- Penicillium vulpinum (Cooke & Massee) Seifert & Samson 1986
- Penicillium waksmanii K.W. Zaleski 1927
- Penicillium westlingii K.W. Zaleski 1927

Nazwy naukowe według Index Fungorum. Wykaz gatunków według W. Mułenko i innych. Pominięto taksony według Index Fungorum niepewne.

## Znaczenie
Gatunki z rodzaju Penicillium powszechnie występują we wszystkich strefach klimatycznych. Są głównie saprotrofami, ale niektóre gatunki są okolicznościowymi pasożytami roślin.
- Z gatunku Penicillium chrysogenum otrzymano pierwszy antybiotyk o nazwie penicylina[2].
- Penicillium griseofulvum wytwarza lek przeciwgrzybiczy o nazwie gryzeofulwina[9].
- Kilka gatunków odgrywa kluczową rolę w produkcji serów pleśniowych i różnych produktów mięsnych. Do produkcji serów pleśniowych wykorzystywane są np. Penicillium camemberti i Penicillium roqueforti, a Penicillium nalgiovense także w celu poprawy smaku kiełbas i szynek oraz zapobiegania kolonizacji przez inne pleśnie i bakterie[10].
- Niektóre gatunki Penicillium i Aspergillus wykorzystywane są do produkcji wielu biotechnologicznie wytwarzanych enzymów i innych makrocząsteczek, takich jak kwas glukonowy, cytrynowy i winowy, a także kilku pektynaz, lipazy, amylazy, celulazy i proteazy[11].
- Niektóre gatunki Penicillium nadają się do wykorzystania w bioremediacji, ze względu na ich zdolność do rozkładania różnych związków ksenobiotycznych[11].
- Wiele gatunków na nieodpowiednio przechowywanych produktach spożywczych wytwarza trujące mykotoksyny. Np. Penicillium expansum na jabłkach w przechowalniach wytwarza patulinę i cytryninę, P. glabrum na owocach cytrusowych wytwarza cytromycetynę[2].
- Niektóre gatunki powodują grzybowe choroby roślin. Np. P. expansum powoduje mokrą zgniliznę jabłek, a P. italicum i P. digitatum niebieską zgniliznę owoców cytrusowych[12]. P. aurantiogriseum i P. corymbiferum powodują zgniliznę bulw roślin cebulkowych[7].